# Municipio de Cottonwood (condado de Adams)
El municipio de Cottonwood (en inglés: Cottonwood Township) es un municipio ubicado en el condado de Adams en el estado estadounidense de Nebraska. En el año 2010 tenía una población de 317 habitantes y una densidad poblacional de 3,41 personas por km².

## Geografía
El municipio de Cottonwood se encuentra ubicado en las coordenadas 40°28′51″N 98°40′2″O / 40.48083, -98.66722. Según la Oficina del Censo de los Estados Unidos, el municipio tiene una superficie total de 93.09 km², de la cual 93,09 km² corresponden a tierra firme y (0 %) 0 km² es agua.

## Demografía
Según el censo de 2010, había 317 personas residiendo en el municipio de Cottonwood. La densidad de población era de 3,41 hab./km². De los 317 habitantes, el municipio de Cottonwood estaba compuesto por el 99,68 % blancos, el 0,32 % eran amerindios. Del total de la población el 0,95 % eran hispanos o latinos de cualquier raza.